# Wait Your Turn
«Wait Your Turn» (укр. Дочекайся своєї черги) — пісня барбадоської співачки Ріанни з її четвертого студійного альбому Rated R, випущена 13 листопада 2009 року.